# Barbula egelingii
Barbula egelingii là một loài rêu trong họ Pottiaceae. Loài này được Schlieph. mô tả khoa học đầu tiên năm 1887.